# Burmannia disticha
Burmannia disticha är en enhjärtbladig växtart som beskrevs av Carl von Linné. Burmannia disticha ingår i släktet Burmannia och familjen Burmanniaceae. Inga underarter finns listade i Catalogue of Life.

## Bildgalleri

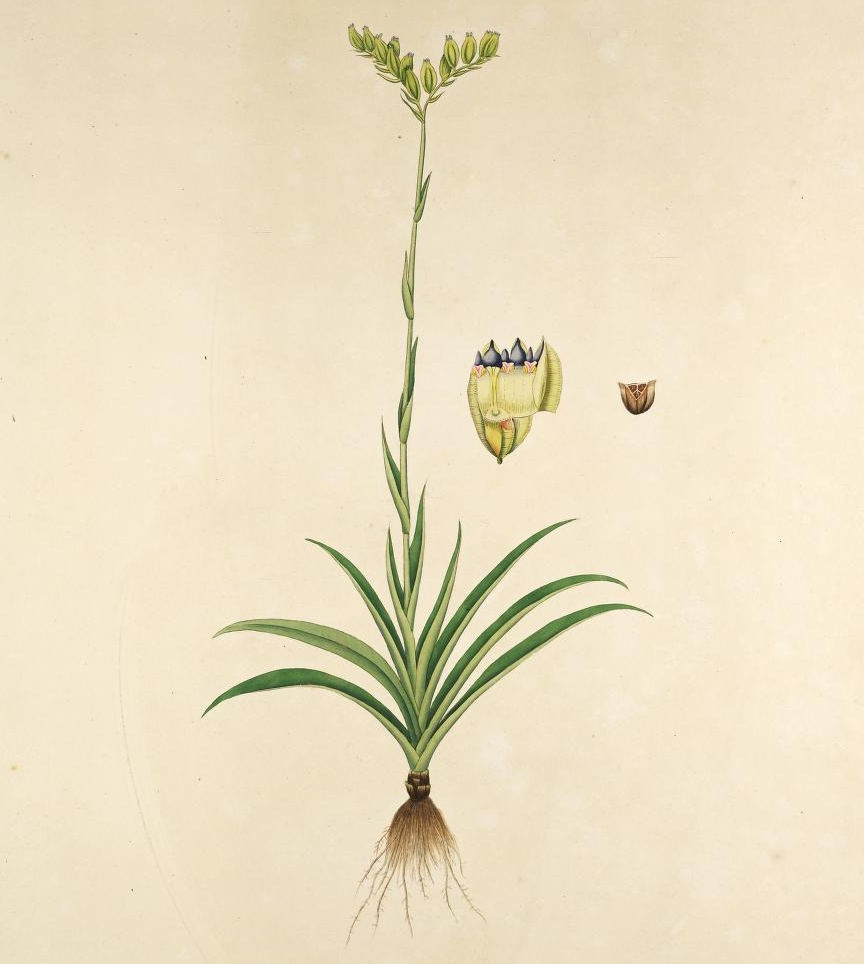